# Regula falsi
Regula falsi of de methode van regula falsi is een algoritme uit de numerieke wiskunde om de nulpunten van een continue functie te bepalen. Het algoritme convergeert trager dan de methode van Newton-Raphson, maar is stabieler. De methode maakt gebruik van iteraties van het gezochte punt en combineert eigenschappen van halveringsmethode en de secant-methode. 

## Methode

Animatie

De regula falsi berekent opeenvolgende benaderingen in de vorm van een interval {\displaystyle [a_{n},\,b_{n}]} waarin een nulpunt van de functie {\displaystyle f} ligt door recursie en begint met twee punten in de buurt van het nulpunt waarvan de functiewaarden tegengestelde tekens hebben, die dus onder en boven de {\displaystyle x}-as liggen, dus gegeven een functie {\displaystyle f(x)} met twee waarden {\displaystyle a_{0}} en {\displaystyle b_{0}} zodat {\displaystyle a_{0}<b_{0}} en {\displaystyle f(a_{0})\ f(b_{0})<0}.
Het nulpunt {\displaystyle c_{n}} bevindt zich daarna steeds ergens tussen de twee punten {\displaystyle a_{n}} en {\displaystyle b_{n}}. Vervolgens wordt het snijpunt met de {\displaystyle x}-as van de lijn, die de punten op de grafiek van de functie bij de twee vorige punten {\displaystyle (a_{n},f(a_{n}))} en {\displaystyle (b_{n},f(b_{n}))} met elkaar verbindt, bepaald.
{\displaystyle c_{n}=b_{n}-f(b_{n}){\frac {b_{n}-a_{n}}{f(b_{n})-f(a_{n})}}}
Uit het teken van de functiewaarde in dit snijpunt wordt bepaald in welk interval, gevormd door dit punt en een van de vorige, het nulpunt ligt. Zo wordt het interval waarin zich het nulpunt bevindt steeds verkleind, dus zodat 
{\displaystyle c_{n}=a_{n}-{\frac {a_{n}-b_{n}}{f(a_{n})-f(b_{n})}}f(a_{n})}
en
{\displaystyle a_{n+1}=c_{n},\ b_{n+1}=b_{n}\quad } de ondergrens wordt opgeschoven als {\displaystyle f(a_{n})\ f(c_{n})>0}
of
{\displaystyle a_{n+1}=a_{n},\ b_{n+1}=c_{n}\quad } de bovengrens wordt teruggeschoven als {\displaystyle f(b_{n})\ f(c_{n})>0}